# RIP : Fauchés et sans repos
Pour les articles homonymes, voir Deadbeat.
R.I.P : Fauchés et sans repos (Deadbeat) (littéralement mauvais payeur) est une série télévisée humoristique et fantastique américaine en 36 épisodes de 23 minutes créée par Cody Heller et Brett Konner et diffusée entre le 9 avril 2014 et le 20 avril 2016 sur le site de streaming Hulu et au Canada depuis le 3 avril 2015 sur le service CraveTV.
Au Québec, elle est offerte depuis le 1er juin 2016 sur le service ICI TOU.TV. En France, les deux premières saisons ont été diffusées à partir du 29 octobre 2016 sur France 4 et la troisième saison est diffusée depuis juillet 2019 sur Starz Play France. Elle reste inédite dans les autres pays francophones.

## Histoire
La série suit les aventures de Kevin Pacalioglu (Tyler Labine), un médium new-yorkais, qui tente de résoudre les différents problèmes des fantômes en se faisant engager ou non par des vivants, pour qu'ils puissent reposer en paix.

## Distribution

### Acteurs principaux
- Tyler Labine (VF : Philippe Allard)[5] : Kevin Pacalioglu alias « Pac » : C'est un drogué, également médium, qui vit en aidant les gens décédés et en faisant des petits boulots.
- Brandon T. Jackson (VF : Frédéric Clou) : Rufus Jones alias « Roofie » : Le seul ami de Kevin et également son dealer. (saison 1-2)
- Cat Deeley (VF : Marcha Van Boven) : Camomile White : célèbre médium et rivale de Kevin. Elle est narcissique et feint sa capacité à communiquer avec les morts. (saisons 1 et 2)
- Lucy DeVito (VF : Elsa Poisot) : Sue Tabernacle, assistante de Camomile. (saison 2, récurrente saison 1)
- Kal Penn : Clyde[6], le nouveau meilleur ami de Pac. (saison 3)
- Kurt Braunohler : Danny Poker (saison 3)

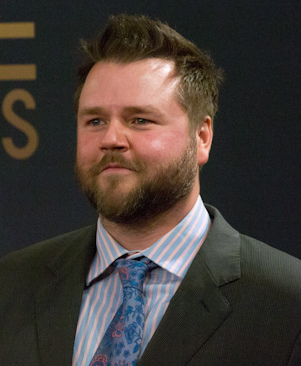
Tyler Labine dans le rôle de Kevin Pacalioglu
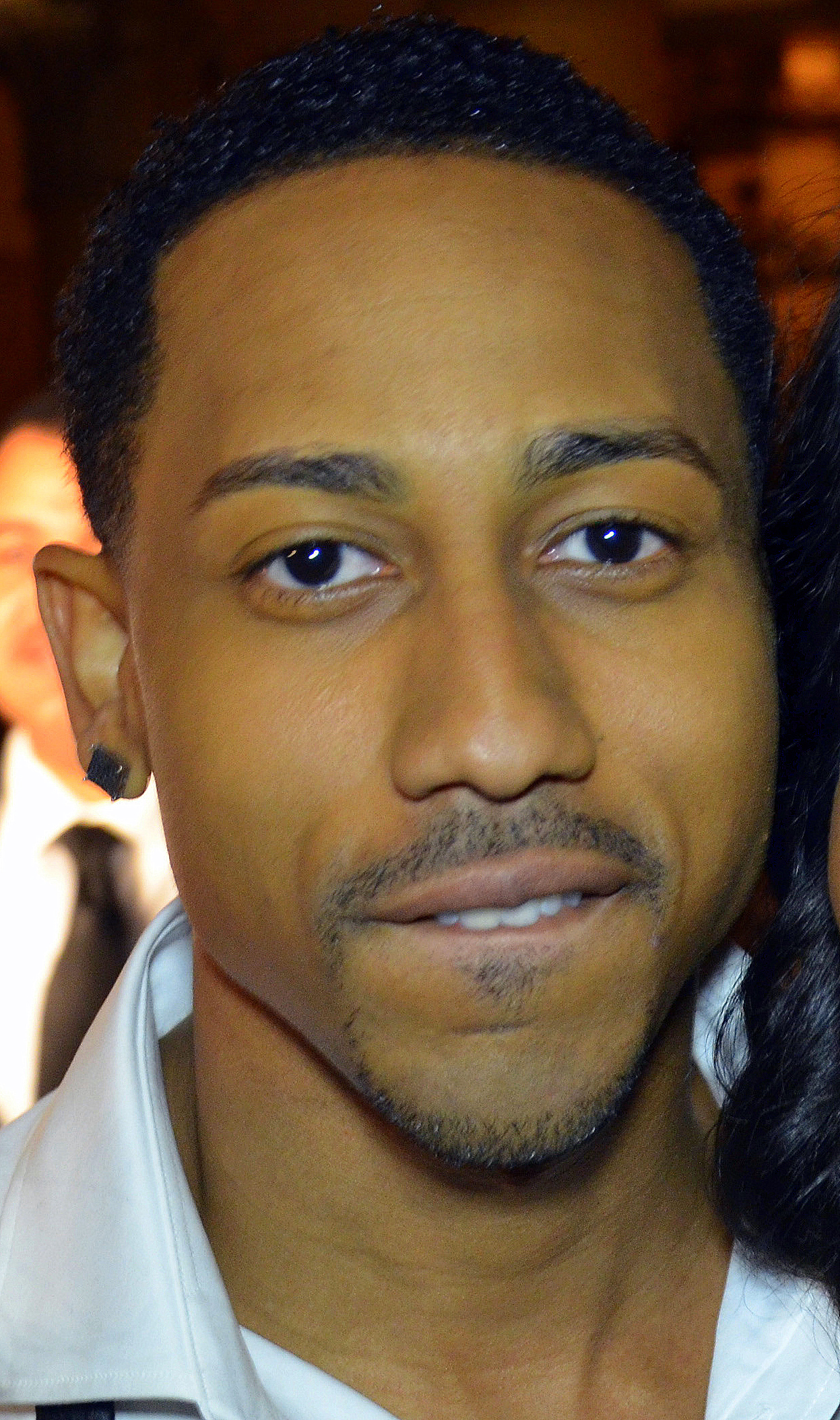
Brandon T. Jackson dans le rôle de « Roofie » Jones
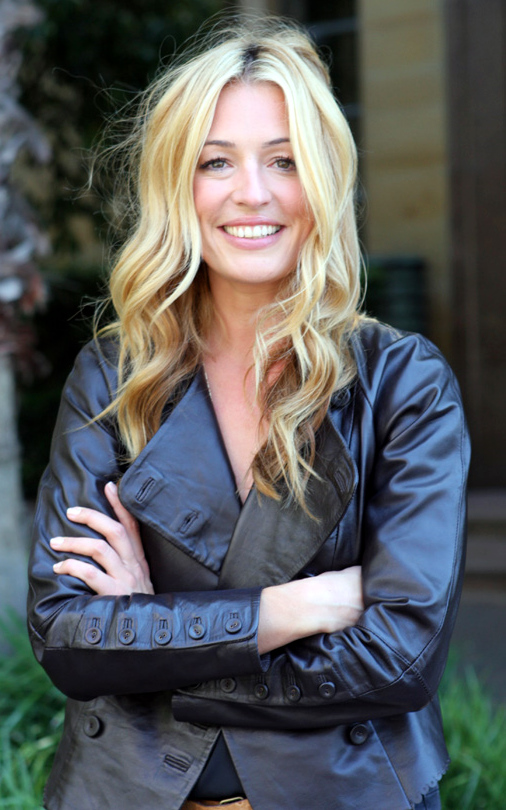
Cat Deeley dans le rôle de Camomile White
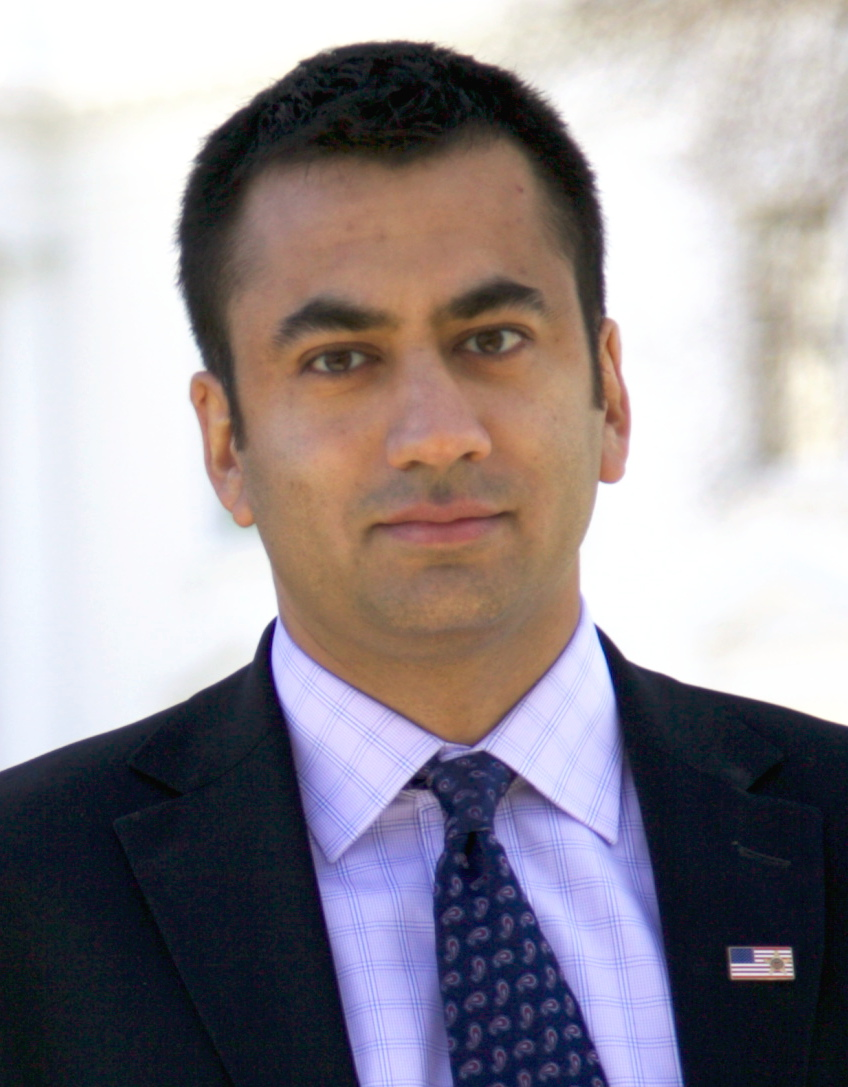
Kal Penn dans le rôle de Clyde

### Invités
- Alok Tewari : Monsieur Tabbouleh, le propriétaire de Kevin (saison 1, épisode 1)
- Jason Biggs : Reed Kelly (saison 1, épisode 5)
- Ray Wise : le maire Myers (saison 1, épisode 9)
- Gilbert Gottfried : Suicidal Man[7] (saison 2, épisode 3)
- Danny DeVito (VF : Philippe Peythieu) : Giuseppe Monamocce[7] (saison 2, épisode 5)
- Fred Armisen : Dead Janitor[7] (saison 2, épisode 6)
- Michael Ian Black (en) : TJ[7] (saison 2, épisode 7)
- Jim Norton : Carl[7] (saison 2, épisode 8)
- Zachary Levi (VF : David Manet) : Abraham Lincoln[8] (saison 2, épisode 9)
- Joe Pantoliano (VF : Daniel Nicodème) : acteur célèbre (saison 2, épisode 9)
- James Franco (VF : Anatole de Bodinat) : Johnny[7] (saison 2, épisode 11)
- Finn Wittrock : Max[7] (saison 2, épisode 11)

- Version française
  - Société de doublage : Nice Fellow[9]
  - Direction artistique : Daniel Nicodème
  - Adaptation des dialogues : Jean-Marc Pannetier et Marc Saez[9]

 Source et légende : version française (VF) sur RS Doublage et selon le carton du doublage français télévisuel.

## Production
Le 5 juin 2016, la série est annulée

## Épisodes
| Saison | Saison | Nombre d'épisode | Sortie originale | Sortie originale | Sortie originale |
| Saison | Saison | Nombre d'épisode | 1re diffusion    | Site             |                  |
| ------ | ------ | ---------------- | ---------------- | ---------------- | ---------------- |
|        | 1      | 10               | 9 avril 2014     | Hulu             |                  |
|        | 2      | 13               | 20 avril 2015    | Hulu             |                  |
|        | 3      | 13               | 20 avril 2016    | Hulu             |                  |

### Première saison (2014)
La plupart des titres de cette saison ont une connotation surnaturelle faite par jeu de mots la plupart du temps.
| N° série | N° saison | Titre original           | Titre français             | Réalisateur | Scénariste                                  | Diffusion US | Diffusion FR     |
| -------- | --------- | ------------------------ | -------------------------- | ----------- | ------------------------------------------- | ------------ | ---------------- |
| 1        | 1         | The Sexorcism            | Le Sexorcisme              | Troy Miller | Cody Heller / Brett Konner                  | 9 avril 2014 | 29 octobre 2016  |
| 2        | 2         | The Hot God Contest      | Dieu, les hot-dogs et moi  | Troy Miller | Cody Heller / Brett Konner                  | 9 avril 2014 | 30 octobre 2016  |
| 3        | 3         | The Knockoff             | Contrefaçons en tout genre | Troy Miller | David Baldy / Cody Heller / Brett Konner    | 9 avril 2014 | 30 octobre 2016  |
| 4        | 4         | The Comedium             | Le Comédium                | Troy Miller | Cody Heller / Brett Konner / Monica Padrick | 9 avril 2014 | 30 octobre 2016  |
| 5        | 5         | Out-Of-Body Issues       | Complexée à mort           | Troy Miller | Cody Heller / Brett Konner                  | 9 avril 2014 | 5 novembre 2016  |
| 6        | 6         | Raising the Dead         | Bloody Mary                | Troy Miller | David Baldy / Cody Heller / Brett Konner    | 9 avril 2014 | 5 novembre 2016  |
| 7        | 7         | Calamityville Horror     | La Maison hantée           | Troy Miller | Cody Heller / Brett Konner                  | 9 avril 2014 | 5 novembre 2016  |
| 8        | 8         | The Ghost in the Machine | Le Fantôme dans la machine | Troy Miller | Cody Heller / Brett Konner                  | 9 avril 2014 | 12 novembre 2016 |
| 9        | 9         | Sixty Feet Under         | Soixante pieds sous terre  | Troy Miller | Cody Heller / Brett Konner                  | 9 avril 2014 | 13 novembre 2016 |
| 10       | 10        | Pieces of Sue            | Metro, boulot, muerto      | Troy Miller | Cody Heller / Brett Konner                  | 9 avril 2014 | 13 novembre 2016 |

### Deuxième saison (2015)
La plupart des titres de cette saison sont des déformations de titre de film. Elle a été mise en ligne le 20 avril 2015.
| N° série | N° saison | Titre original                  | Titre français                  | Réalisateur   | Scénariste                        | Diffusion US  | Diffusion FR     |
| -------- | --------- | ------------------------------- | ------------------------------- | ------------- | --------------------------------- | ------------- | ---------------- |
| 11       | 1         | The Ex-orcism                   | L'Ex-orcisme                    | Todd Biermann | Cody Heller / Brett Konner        | 20 avril 2015 | 13 novembre 2016 |
| 12       | 2         | Table for Sue                   | Un dîner pour Sue               | Todd Biermann | David Baldy                       | 20 avril 2015 | 19 novembre 2016 |
| 13       | 3         | Ghosts Just Wanna Have Fun      | Jeux d'esprit                   | Todd Biermann | Dan Lagana                        | 20 avril 2015 | 20 novembre 2016 |
| 14       | 4         | Last Dance with Edith Jane      | Pour une dernière danse         | Todd Biermann | Debbie Jhoon / J. Michael Feldman | 20 avril 2015 | 20 novembre 2016 |
| 15       | 5         | The Occult Leader               | Le Gourou de la coiffure        | Heath Cullens | Charlie Saunders                  | 20 avril 2015 | 20 novembre 2016 |
| 16       | 6         | Good Will Haunting              | Des chiffres et des spectres    | Heath Cullens | Jordan Shipley / Justin Shipley   | 20 avril 2015 | 20 novembre 2016 |
| 17       | 7         | The Blowfish Job                | Un fantôme qui se fait du sushi | Heath Cullens | Cody Heller / Brett Konner        | 20 avril 2015 | 26 novembre 2016 |
| 18       | 8         | The Spank Job                   | L'Esprit de l'an 2000           | Heath Cullens | Debbie Jhoon / J. Michael Feldman | 20 avril 2015 | 27 novembre 2016 |
| 19       | 9         | The Emancipation Apparition     | Le Dernier Acte                 | Heath Cullens | Jordan Shipley / Justin Shipley   | 20 avril 2015 | 27 novembre 2016 |
| 20       | 10        | The Unholy Trinity              | La Sainte Trinité satanique     | Todd Biermann | David Baldy                       | 20 avril 2015 | 27 novembre 2016 |
| 21       | 11        | The Polaroid Flasher            | Le Petit Oiseau va sortir       | Todd Biermann | Dan Lagana                        | 20 avril 2015 | 3 décembre 2016  |
| 22       | 12        | The Ghost of Christmas Presents | La Vengeance du Père Noël       | Todd Biermann | Cody Heller / Brett Konner        | 20 avril 2015 | 3 décembre 2016  |
| 23       | 13        | Finger F**ked                   | Le Doigt d'honneur              | Heath Cullens | Cody Heller / Brett Konner        | 20 avril 2015 | 3 décembre 2016  |

### Troisième saison (2016)
Le 26 mai 2015, la série a été renouvelée pour une troisième saison. Elle a été mise en ligne le 20 avril 2016.
| N° série | N° saison | Titre original             | Titre français                   | Réalisateur         | Scénariste                     | Diffusion     |
| -------- | --------- | -------------------------- | -------------------------------- | ------------------- | ------------------------------ | ------------- |
| 24       | 1         | El Caboose                 | El Caboose                       | Adam Nix / Evan Nix | Dan Lagana                     | 20 avril 2016 |
| 25       | 2         | Digging Up The Past        | Creuser le Passé                 | Adam Nix / Evan Nix | Brett Konner / Cody Heller     | 20 avril 2016 |
| 26       | 3         | Bong Pong                  | Bang Pong                        | Adam Nix / Evan Nix | Evan Mann / Gareth Reynolds    | 20 avril 2016 |
| 27       | 4         | The Cindy 500              | Cindy 500                        | Adam Nix / Evan Nix | Jon Silberman / Josh Silberman | 20 avril 2016 |
| 28       | 5         | Weeknight at Skillitz      | Soirée Skillitz                  | Jay Karas           | Scott Rutherford               | 20 avril 2016 |
| 29       | 6         | Hawk Smith                 | Faucon Smith                     | Josh Greenbaum      | Jane Becker                    | 20 avril 2016 |
| 30       | 7         | Am-Ish                     | Amish Style                      | Adam Nix / Evan Nix | Jon Silberman / Josh Silberman | 20 avril 2016 |
| 31       | 8         | The Duchess of Stourbridge | La Duchesse de Stourbridge       | Jay Karas           | Evan Mann / Gareth Reynolds    | 20 avril 2016 |
| 32       | 9         | The Shawshanked Redemption | La Rédemption de l'Évadé         | Heath Cullens       | Scott Rutherford               | 20 avril 2016 |
| 33       | 10        | Diaper Training            | Entraînement Couche              | Jay Karas           | Ryan Enright                   | 20 avril 2016 |
| 34       | 11        | Medieval Dead              | Mort Médiévale                   | Josh Greenbaum      | Brett Konner                   | 20 avril 2016 |
| 35       | 12        | Abra-Cadaver               | Abra-Cadavre                     | Heath Cullens       | Cody Heller                    | 20 avril 2016 |
| 36       | 13        | Death List Three           | Les Trois de la Liste de la Mort | Heath Cullens       | Dan Lagana                     | 20 avril 2016 |